# Bolea
Bolea és una localitat de la comarca Foia d'Osca (província d'Osca) que pertany al municipi de La Sotonera i que, amb 497 habitants (2023), n'exerceix la capitalitat. Es troba a 19 km al nord-oest d'Osca i a 627 m sobre el nivell del mar, sobre una altura que té vessants a nord i sud.
Bolea és coneguda per la qualitat de les seves cireres. Se n'hi recullen anualment uns 75.000 kg per al seu consum fresc i uns altres 325.000 kg per a la seva transformació posterior en bombons, melmelades i altres productes. El fruit es cull des de finals de maig fins a primers de juliol; a mitjans de juny se celebra El día de la cereza, que és un dia de promoció per als productors i de diversió per als visitants.

## Monuments

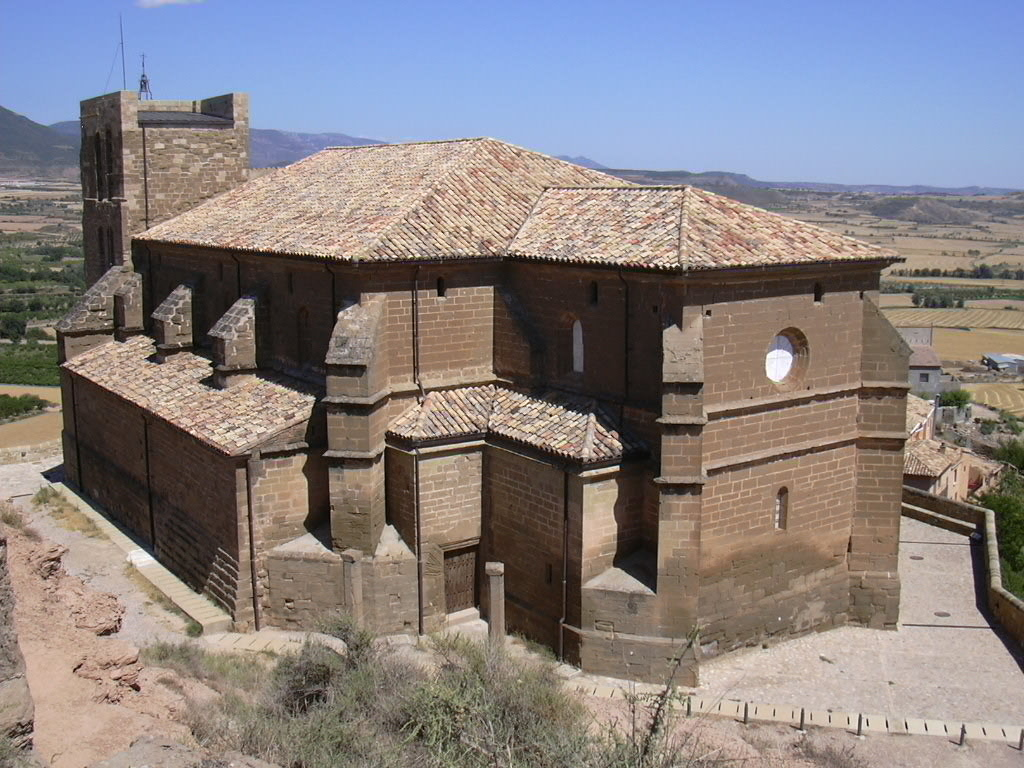
La Col·legiata

- Col·legiata, Iglesia Parroquial de Santa María la Mayor
- Església de Nuestra Señora de la Soledad
- Monestir de la Santíssima Trinitat
- Ermita de Mueras (segle xii)
- Ermita de Santa Quitèria
- Ermita de Sant Joaquim
- Ermites de Sant Andreu Corsino i Sant Josep (en ruïnes)

## Història
Nombroses són les peces iberes trobades a la partida de Betance, destacant la figura d'un lleó. D'altra banda, a jutjar per les restes arqueològiques i numismàtiques trobades a la partida de Corona, hagué de gaudir d'una gran esplendor durant la dominació romana, atès que era pas obligat de les calçades principals cap al nord.
Plaça forta musulmana, el 1057 Ramir I fracassa en el seu intent de prendre-la. El mateix li ocorre a Sanç Ramírez l'any 1083, però és conquerida de forma definitiva per Pere I el 18 d'octubre de 1101. Encara musulmana, el 1093 el Rei d'Aragó Sanç Ramírez nomena la vila Priorat de l'Abadia de Montearagón, privilegi que ostenta fins al 1571. El 1577, en passar a dependre del Bisbat d'Osca, el temple es converteix en Col·legiata, amb un capítol format per un vicari i nou canonges-racioners, que rebien els delmes de tota l'àmplia comarca que dominava des de la seva posició estratègica. El 1548 s'inclou Bolea entre les ciutats i viles més importants del Regne d'Aragó.
El 1890 arriba a tenir gairebé 2.500 habitants, però, arran de la desamortització eclesiàstica a mitjans del segle xix, la col·legiata perd tots els seus privilegis i es converteix en església parroquial, estat que conserva en l'actualitat.
Als anys 70 del segle XX absorbí la població d'Aniés, i es fusionà amb Esquedas, Lierta, Plasencia del Monte, Puibolea i Quinzano tot formant el nou municipi de La Sotonera, conservant-ne, però, la capitalitat.
La col·legiata va ser declarada monument històric el 23 de febrer de 1983.